# Trisopterus
A Trisopterus a csontos halak (Osteichthyes) főosztályának a sugarasúszójú halak (Actinopterygii) osztályába, ezen belül a tőkehalalakúak (Gadiformes) rendjébe és a tőkehalfélék (Gadidae) családjába tartozó nem.

## Rendszerezés
A nembe az alábbi 3 faj tartozik:
- norvég tőkehal (Trisopterus esmarkii) (Nilsson, 1855)
- francia tőkehal (Trisopterus luscus) (Linnaeus, 1758)
- törpe tőkehal (Trisopterus minutus) (Linnaeus, 1758) - típusfaj